# Julius Hirsch
Julius Hirsch (Achern, 7 april 1892 - waarschijnlijk 1943, officieel doodverklaard op 8 mei 1945) was een Duits voetballer.

## Biografie
Hirsch was het zevende kind in het gezin van een joodse koopman. Vader Berthold was soldaat tijdens de Frans-Duitse Oorlog van 1870-1871 en was Duits-nationaal gezind en voedde ook zo zijn gezin op.
In 1902 ging hij al spelen bij de jeugd van Karlsruher FV. Deze club was in de begindagen van het voetbal in Duitsland een topteam. In 1909 kreeg hij voor het eerst zijn kans bij het eerste elftal toen er een speler tekort was en trainer William Townley een jeugdspeler opstelde. Hij scoorde meteen waardoor hij snel een basisplaats veroverde. In de competitie was het een nek-aan-nekrace met Karlsruher FC Phönix, de regerende landskampioen. Beide clubs eindigden op de eerste plaats en een beslissende wedstrijd moest de kampioen aanduiden. KFV won met 3-0 en ging naar de Zuid-Duitse eindronde, waarin ze met zeven punten voorsprong op nummer twee, FC Bayern München, kampioen werden. Daaropvolgend mocht de club naar de nationale eindronde. Na overwinningen op Duisburger SpV en opnieuw rivaal Phönix plaatste de club zich voor de finale tegen Holstein Kiel, KFV won na verlengingen en haalde zo de landstitel binnen. De kleine snelle Hirsch had een uitstekende linkervoet en vormde samen met Gottfried Fuchs en Fritz Förderer een gevaarlijk aanvallerstrio. Samen speelden ze ook enkele keren voor het nationale elftal. KFV zat in zijn glorieperiode met Hirsch onder de vleugels en werd een jaar later opnieuw Zuid-Duits kampioen. In de eindronde werden ze in de halve finale wel uitgeschakeld door VfB Leipzig. Een jaar later bereikten ze wel weer de finale, maar verloren die nu van Holstein Kiel. Door zijn goede prestaties werd hij ook opgenomen in de selectie van Zuid-Duitsland in de Kronprinzenpokal, waarin de regionale voetbalbonden het tegen elkaar opnamen. Zuid-Duitsland versloeg Brandenburg met 6-5 en Hirsch trof tweemaal raak. Op 17 december 1911 maakte hij zijn debuut voor het nationale elftal in München. Bij zijn tweede interland op 24 maart 1912 in Zwolle speelden de Duitsers 5-5 gelijk tegen de Nederlanders. Hirsch was de eerste Duitse international die vier goals maakte in één wedstrijd, hierna zou hij echter niet meer voor de Mannschaft scoren. Hij werd ook opgenomen in de Olympische selectie en ging naar de Spelen in 1912. In de eerste wedstrijd ging het elftal onderuit tegen Oostenrijk en werd doorverwezen naar de troostronde. Bij de tweede wedstrijd kwam Hirsch niet aan de aftrap en laat dat nu net de allergrootste zege in de geschiedenis zijn. De Duitsers maakten de Russen in met 16-0 en Gottfried Fuchs trof maar liefst tien keer raak. In de volgende ronde verloren de Duitsers, met Hirsch, tegen de Hongaren.
Nadat hij zijn legerdienst ging doen in de buurt van Neurenberg ging hij voor de nieuwe topclub SpVgg Fürth spelen. Hiermee werd hij in 1914 landskampioen. In 1919 keerde hij na de oorlog terug naar Karlsruhe, echter waren de hoogdagen van KFV voorbij en in 1925 beëindigde hij zijn carrière.
In 1920 trouwde Hirsch met Ella Karolina Hauser en kreeg twee kinderen: Heinold Leopold (1922-1996) en Esther Carmen (1928-2012). Ondanks het feit dat Ella evangelisch was werden de kinderen joods opgevoed. Julius nam met zijn broer Max de zaak van hun vader over. In 1933 ging de zaak failliet. Hij ging naar Zwitserland en Frankrijk om een trainerscursus te volgen, maar bij KFV was er geen plaats voor hem. Hij ging toen aan de slag bij de joodse vereniging Turnclub 03 Karlsruhe. Hiernaast werd hij ook nog handelsvertegenwoordiger. Nadat de NSDAP aan de macht kwam in Duitsland werd hij vervolgd vanwege zijn Joodse afkomst. Het lot van Hirsch zou hetzelfde worden als dat van vele nationaalgezinde joden. Zij konden niet geloven dat de vroeger keizertrouwe strijders uit de Eerste Wereldoorlog door hun eigen land naar het leven gestaan zouden worden. Hij verdrong, zoals zovele anderen, het gevaar, tot een vlucht niet meer mogelijk was.
Nadat hij in 1938 op bezoek was geweest bij verwanten in Frankrijk sprong hij uit een rijdende trein en werd depressief opgenomen in een psychiatrische inrichting. Na zijn terugkeer naar Karlsruhe in 1939 liet hij zich scheiden van zijn evangelische vrouw in de hoop hen van een vervolging te besparen. In februari 1943 kreeg hij van de Gestapo bericht om zich aan te melden in een arbeiderskamp. Op 1 maart 1943 werd hij samen met nog elf andere joden gedeporteerd naar Auschwitz-Birkenau waar hij overleed. Zijn precieze sterfdatum is niet bekend. In 1950 werd hij doodverklaard d.d. 8 mei 1945, het einde van de oorlog. Zijn beide kinderen moesten in 1941 de school verlaten en een Jodenster dragen. In 1945 werden ze naar het concentratiekamp Theresienstadt gevoerd, waar ze bevrijd werden door het Rode Leger op 7 mei 1945. Op 16 juni keerden ze naar Karlsruhe terug.
In 2005 riep de Duitse voetbalbond de Julius-Hirsch-Preis in het leven, een speciale prijs voor inzet voor tolerantie, tegen extremisme, vijandigheid tegen vreemdelingen en antisemitisme. Bij de Berlijnse voetbalclub TuS Makkabi Berlin werd het stadion Sportplatz am Eichkamp omgedoopt in de Julius-Hirsch-Sportplätze in Eichkamp.